# Gobernación de Zaghouan
La Gobernación de Zaghouan, en árabe: ولاية زغوان, es una de las veinticuatro gobernaciones de la República Tunecina, localizada al norte de Túnez. Su ciudad capital es la ciudad de Zaghouan.

## Delegaciones con población en abril de 2014
- Bir Mcherga 24,387
- El Fahs 46,449
- Nadhour 30,366
- Saouaf 12,681
- Zaghouan 38,445
- Zriba 24,617

## Territorio y Población
Su territorio abarca una superficie de 2.768 kilómetros cuadrados. La población está compuesta por 165.700 habitantes (según cifras del censo realizado en el año 2006). Si se consideran los datos anteriores, se puede deducir que la densidad poblacional es de 59,86 residentes por cada kilómetro cuadrado de la Gobernación de Zaghouan.
- Datos: Q27916
- Multimedia: Zaghouan Governorate / Q27916